# Audi-Sommerkonzerte
Die Audi-Sommerkonzerte sind ein Musikfestival, das der Autohersteller Audi jährlich in den Monaten Juni und Juli in der Region Ingolstadt veranstaltet.

## Geschichte
Unter dem Namen „Sommerkonzerte zwischen Donau und Altmühl“ wurde die Konzertreihe 1990 ins Leben gerufen. Am 15. Juni eröffneten Lorin Maazel und das Symphonieorchester des Bayerischen Rundfunks die erste Ausgabe des Festivals. Seit 2004 wird die Veranstaltungsreihe jedes Jahr von Audi als eigenes Musikfestival ausgerichtet.
Als Künstler traten unter anderem Anne-Sophie Mutter, Daniel Barenboim, Jacques Loussier, Lang Lang, Jan Lisiecki, Hélène Grimaud, Igor Levit, Rudolf Buchbinder, Renaud Capuçon, Frank Peter Zimmermann, Elīna Garanča, Piotr Beczała, Christoph Prégardien, Martin Grubinger und Cameron Carpenter auf. Es waren Dirigenten wie Sir Simon Rattle, Carlos Kleiber, Mirga Gražinytė-Tyla, Teodor Currentzis, Manfred Honeck, Kent Nagano, Thomas Hengelbrock, Ariel Zuckermann, Iván Fischer und Yannick Nézet-Séguin sowie Orchester wie die Wiener Philharmoniker, das Symphonieorchester des Bayerischen Rundfunks, das Münchner Rundfunkorchester, die Bamberger Symphoniker, das City of Birmingham Symphony Orchestra, Royal Philharmonic Orchestra, das Orchestra of the Age of Enlightenment und das London Symphony Orchestra zu Gast.
Im Sommer 1994 kamen erstmals die von Audi unterstützten Salzburger Festspiele zu den Audi Sommerkonzerten. Das Gastspiel der Salzburger Festspiele ist zu einer bis heute währenden Tradition geworden. So traten 2017 der Dirigent Teodor Currentzis und sein Ensemble musicaAeterna mit einer Interpretation von Wolfgang Amadeus Mozarts Requiem im Festsaal des Stadttheaters Ingolstadt auf.
In den ersten zwei Jahrzehnten seines Bestehens besuchten mehr als 250.000 Zuschauer das Festival in über 300 Veranstaltungen. 2009 wurden anlässlich der 20. Saison zwei Open-Air-Konzerte bei freiem Eintritt im Klenzepark veranstaltet. Das Klassik Open Air ist seitdem fester Bestandteil der Audi Sommerkonzerte.
Die Konzertreihe ist Mitgliedsorganisation der European Festivals Association.